# Den eviga matchen om lyckan
Den eviga matchen om lyckan: Ett idéhistoriskt referat (ISBN 9789127188990) är en bok av Johan Norberg som gavs ut i september 2009 på Natur & Kultur. Boken är en sammanfattning av lyckans idéhistoria. Norberg har tidigare deltagit i debatten kring det nya fältet lyckoforskning och menar att ekonomisk tillväxt och liberalism höjer lyckonivån.
Boken har blivit uppmärksammad för ett avsnitt där Norberg refererar ett forskningsresultat som visar att den som förlorar ett förhållande i genomsnitt behöver 50 000 kr i ökad månadsinkomst för att kompensera den minskade lyckonivån. Norberg har tonat ned betydelsen av avsnittet.